# (32894) 1994 JK3
1994 JK3 (asteroide 32894) é um asteroide da cintura principal. Possui uma excentricidade de 0.05570640 e uma inclinação de 1.51280º.
Este asteroide foi descoberto no dia 3 de maio de 1994 por Spacewatch em Kitt Peak.